# Стехіометричний склад горючої суміші
Стехіометри́чний склад горю́чої су́міші (грецьк. στοιχεῖον — основа, елемент і μετρέω — вимірюю) — склад суміші, в якій окиснювача рівно стільки, скільки необхідно для повного окиснення палива. Для двигунів внутрішнього згоряння з іскровим запалюванням, стехіометричним вважається співвідношення повітря / паливо, рівне 14.7:1 (масові частини). Для пропану це співвідношення дорівнює 15.6:1
Стехіометрична суміш (також може називатися - хімічно правильна) — це суміш, склад якої забезпечує повне згоряння палива без залишку надлишкового кисню. Коефіцієнт надлишку повітря для стехіометричної горючої суміші дорівнює одиниці.

## Практичний склад горючої суміші
Хоча хімічно правильна суміш забезпечує під час згоряння найбільшу температуру, а отже, і найбільшу потужність, практичне змішання і розподіл у циліндрах не ідеальні. У результаті в якомусь циліндрі суміш виходить багатшою, а в якомусь - біднішою.
Під час згоряння злегка багатої суміші не відбувається істотної зміни потужності, оскільки весь кисень, що міститься в повітрі, вступає в реакцію, а надлишок пального призводить до невеликого зниження об'ємного ККД двигуна, водночас відбувається деяке зниження температури, що сприятливо позначається на двигуні.
Згоряння бідної суміші відбувається з різким падінням потужності, оскільки не весь кисень використовується. Падіння потужності при збідненні суміші істотно більше, ніж при її збагаченні. Тому, як правило, для живлення двигунів використовують злегка багаті суміші (наприклад, співвідношення повітря до палива 12,5:1), щоб бути впевненим, що жоден із циліндрів двигуна не працює з втратою потужності через бідну суміш.

## Проблеми, спричинені бідним складом суміші
Збіднені суміші горять з меншою температурою і повільніше (через більшу кількість азоту). Потужність при цьому зменшується, але оскільки поліпшується ефективність через меншу температуру горіння, то падіння потужності виходить меншим, ніж зменшення витрати палива. Таким чином при збідненні суміші більше, ніж 15:1, зменшується питома витрата палива.
Для економічного крейсерського польоту може використовуватися суміш у пропорції 18:1, при цьому має бути забезпечено більш раннє займання суміші через більш повільне горіння
.
Якщо суміш надмірно бідна, то гази можуть продовжувати горіти, коли вже відкривається випускний клапан, що може призводити до перегріву клапана і його деформації. Під час відкриття впускного клапана температура газів, що виходять, може виявитися настільки високою, що може запалити суміш, яка входить, і відбуватиметься зворотний спалах у карбюратор.
Повільне горіння також спричиняє перегрів двигуна, оскільки частина теплової енергії, що виділяється, не перетворюється на механічну роботу, а витрачається на нагрівання двигуна. Тому вимоги до складу суміші залежать від типу двигуна та його потужності. Типовий діапазон використовуваних складів суміші показано на малюнку.

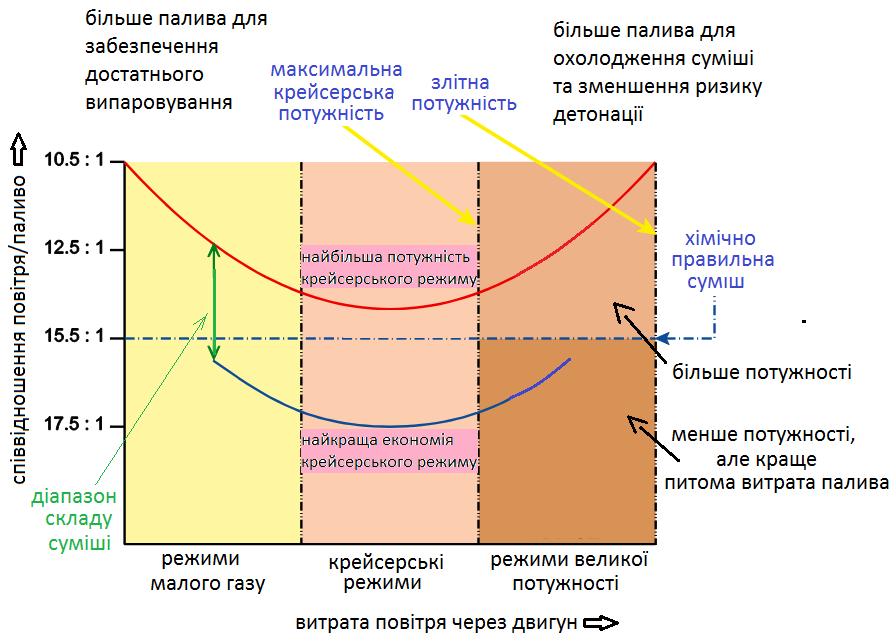
Типовий діапазон використовуваних складів суміші

## Запуск і робота на малих обертах
Для запуску двигуна і роботи на малих обертах потрібна багата суміш, тому що:
-       Паливо горітиме тільки якщо воно випарувалося і змішалося з повітрям. Під час запуску двигун холодний, температура недостатня для повного випаровування, випаровуються тільки легкі фракції. Щоб отримати в циліндрі достатню для займання кількість парів палива суміш потрібно збагачувати.
-       Випускний клапан закривається після проходження поршнем верхньої точки для кращого звільнення циліндра від відпрацьованих газів з урахуванням їхньої інерції з розрахунком роботи двигуна на крейсерських обертах. На малих обертах двигуна швидкість руху газів менша, і частина відпрацьованих газів залишається в циліндрі, а за дуже малої швидкості обертання двигуна розрідження, що створюється поршнем, який рухається донизу, може затягувати в циліндр частину відпрацьованих газів із вихлопної системи. Щоб двигун стійко працював на суміші свіжих і відпрацьованих газів потрібно збагачувати суміш, що подається.

## Злітна потужність
Коли повна потужність використовується для зльоту, суміш має бути багатою, приблизно 10 : 1. (Для перерахунку в коефіцієнт надлишку повітря (α), першу цифру треба розділити на 15. Наприклад 10 : 1 відповідає 10/15 = 0.67). Надлишкове паливо має охолоджувальний ефект і викидається разом із відпрацьованими газами, оскільки в суміші недостатньо кисню для повного згоряння. Зростання потужності відбувається внаслідок збільшення ваги суміші, що закачується в циліндр, а не внаслідок збагачення суміші. На практиці надлишкове паливо не викидається у вигляді пари. Кисень зв'язується з надлишковим вуглецем, утворюючи чадний газ (монооксид вуглецю СО), поряд із вуглекислим газом СО2. Якщо суміш дуже багата, то частина вуглецю не зв'язується з киснем, а виходить з вихлопної труби у вигляді чорного диму.

## Дивись також
- Карбюратор
- Регулювальна характеристика ДВЗ